# حسام عبد المجيد
حسام عبد المجيد عبد الله (مواليد 8 مايو 1995) هو لاعب كرة قدم سعودي لعب سابقاً في نادي أحد.